# Trogomorpha lymphata
Trogomorpha lymphata är en stekelart som först beskrevs av Cameron 1885.  Trogomorpha lymphata ingår i släktet Trogomorpha och familjen brokparasitsteklar. Inga underarter finns listade i Catalogue of Life.